# Anagennisi Giannitsa FC
El Anagennisi Giannitsa FC es un equipo de fútbol de Grecia que juega en la Gamma Ethniki, la tercera liga de fútbol más importante del país.

## Historia
Fue fundado en el año 1961 en la ciudad de Giannitsa con el objetivo de que en la ciudad se efectuaran partidos de fútbol debido a que en la ciudad el fútbol es muy popular, aunque el Anagennisi nunca ha jugado en la Superliga de Grecia.

## Palmarés
- Gamma Ethniki (1): 1990
- Delta Ethniki Grupo 1 (2): 1989, 2007
- Pella Cup (2): 1989, 2004
- Pella FCA A1 Division (1): 2004